# 戴爾鎮區 (愛荷華州奧布賴恩縣)
戴爾鎮區（英語：Dale Township）是位於美國愛荷華州奧布賴恩縣的一個行政鎮區。

## 地方資料
根據2010年美國人口普查的數據，戴爾鎮區的面積為92.76平方千米，當中陸地面積為92.76平方千米，而水域面積為0.00平方千米。當地共有人口409人，而人口密度為每平方千米4.41人。